# Национальный ботанический сад (Винья-дель-Мар)

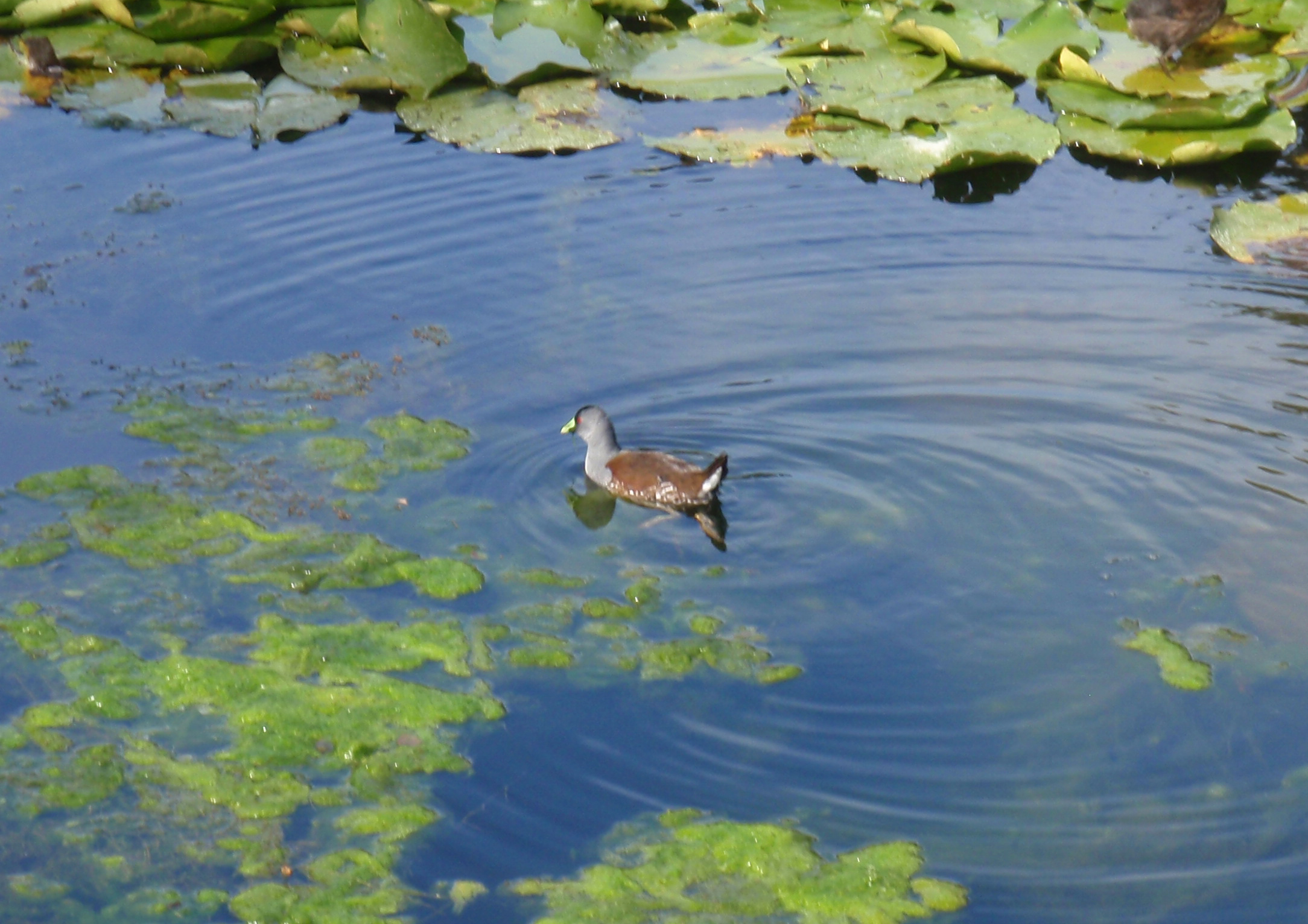
Тёмная камышница в Национальном ботаническом саду

Национальный ботанический сад (исп.  El Jardín Botánico Nacional ) — ботанический сад в городе Винья-дель-Мар (в провинции и области Вальпараисо, Чили) .

## История
Национальный ботанический сад в Винья-дель-Мар был основан в 1951 году, когда парк «Эль-Салитре» Паскуаля Барбиссы, созданный в 1918 году, был передан в дар государству.
С 1998 года управлением ботаническим садом занимается Фонд Национального Ботанического сада Винья-дель-Мар.
Общая площадь ботанического сада составляет 395 гектаров, из которых доступно для широкой публики только 32.

## Коллекции
В общей сложности в ботаническом саду культивируется 1168 видов растений, из которых 269 являются эндемиками Чили и многие из которых находятся под угрозой в дикой природе.
Наиболее интересные коллекции:
- Коллекция кактусов, произрастающих в Чили и Центральной Америке, всего около 680 растений 90 таксонов, в том числе Browningia candelaris, Haageocereus fascicularis и Corryocactus brevistylus.
- Коллекция растений архипелага Хуан-Фернандес (около 710 растений 53 эндемичных таксонов) .
- Коллекция растений жестколистных лесов центральной зоны Чили (около 143 экземпляров 49 таксонов).
- Парк экзотических растений (2317 экзотических растения 285 таксонов из Европы и Азии).
- Коллекция лекарственных растений.
- Коллекция Sophora toromiro, вымершего вида с острова Пасхи, который сохранился лишь в ботанических садах и в частных коллекциях. В национальном ботаническим саду произрастает 149 растений этого вида и ещё трёх других видов с острова Пасхи.
- Коллекция геофитов (5140 экземпляров 59 видов растений геофитов).
- Коллекция миртовых из центральной и южной части Чили, более 17 таксонов (пока закрыта для публики).
- Коллекция растений южного Чили, которая также называется « Секретный сад» (306 экземпляров 86 видов). Пока еще закрыта для публики.
- Коллекция из 80 растений Tarasa umbellata, эндемичного исчезающего вида.